# Circle of Witches
I Circle of Witches sono una band heavy metal italiana con influenze doom metal. Si sono formati nel 2004 per opera del cantante e chitarrista Mario "Hell" Bove e negli anni hanno collezionato centinaia di concerti, diversi tour europei, demo, Ep e tre full length.

## Storia del gruppo
Dagli esordi, stilisticamente vicini allo stoner rock e a band quali Black Sabbath, Kyuss, Nebula, il gruppo inizia a guardare verso sonorità più metal. Per i primi anni si esibiscono con numerosi live in piccoli club e pub italiani, mostrando poco interesse per un contratto discografico. Nel 2012 inizia una svolta professionale, con una trasferta in Inghilterra, la sterzata più decisa verso uno stile affine ai Motörhead e la collaborazione con management internazionali. Nel 2014 esce Rock the Evil, album pubblicato con l'etichetta Metal Tank Records e dedicato all'elemento della "terra", con testi incentrati su storie e leggende locali, magia e occultismo.
La band decide di percorrere un'ulteriore evoluzione che li porta, due anni dopo, a scrivere un album improntato su sonorità heavy metal e doom. Nel 2019, dopo un percorso di produzione travagliato, vede la luce Natural Born Sinners, pubblicato con Sliptrick Records che vede la co-produzione di Nicholas Barker. L'album è dedicato all'elemento del fuoco, si ispira al tema della rivolta e offre una carrellata di figure della letteratura e della storia fra cui Lucifero, Giordano Bruno, Spartaco, Anton LaVey, i martiri dell'inquisizione, le streghe. Fin dall'inizio, i testi affrontano diverse tematiche prendendo ispirazione da storia (in particolare italiana), filosofia, religioni, antropologia, paganesimo, magia, occultismo e vita di strada.

## Formazione
- Mario "Hell" Bove - voce e chitarra (2004-oggi)
- Marco "Monk" Monaco - chitarra (2022-oggi)
- Gianpiero "Algol" Sica - basso e cori (2023-oggi)
- Tullio "Skinner" Carleo - batteria (2021-oggi)

## Discografia
- 2014 - Rock the Evil (Metal Tank Records)
- 2019 - Natural Born Sinners (Sliptrick Records)

### Demo ed EP autoprodotti
- 2005 - Waiting for the Sabbath
- 2007 - Holyman's Girlfriend
- 2008 - Damage a Trois
- 2012 - Live in Casa Lavica